# Wüstphül
Wüstphül  (fränkisch: Wüsdfül bzw. Wisdfil) ist ein Gemeindeteil des Marktes Markt Nordheim im Landkreis Neustadt an der Aisch-Bad Windsheim (Mittelfranken, Bayern). Wüstphül liegt in der Gemarkung Markt Nordheim.

## Geographie
Die Siedlung liegt am Irrbach. Im Norden befindet sich auf dem Hohenlandsberg (417 m ü. NHN) die Burgruine Hohenkottenheim. Am Südhang des Berges wird Wein angebaut. Die Kreisstraße NEA 31 führt nach Markt Nordheim (3,1 km nordwestlich) bzw. zur Staatsstraße 2256 (1 km südlich).

## Geschichte
Der Ort wurde 1326 als „Wustfilde“ erstmals urkundlich erwähnt. Der Ortsname bedeutet ‚zu den wüsten (=unbebauten) Feldern‘. Ab dem 16. Jahrhundert erscheint der Ortsname in der heutigen Form.
Mit dem Gemeindeedikt (frühes 19. Jahrhundert) wurde Wüstphül dem Steuerdistrikt und der Ruralgemeinde Herbolzheim zugeordnet. Spätestens 1837 erfolgte die Umgemeindung nach Nordheim.

### Baudenkmäler
- Ehemaliger Schwarzenbergscher Gutshof[11]

### Einwohnerentwicklung
| Jahr      | 001818 | 001836 | 001840 | 001861 | 001871 | 001885 | 001900 | 001925 | 001950 | 001961 | 001970 | 001987 |
| Einwohner | 14     | 28     | 28     | *      | 22     | 12     | 17     | 46     | 57     | 71     | 67     | 57     |
| Häuser    | 2      | 1      | 1      |        |        | 1      | 2      | 8      | 8      | 13     |        | 14     |
| Quelle    | [ 7 ]  | [ 9 ]  | [ 13 ] | [ 14 ] | [ 15 ] | [ 16 ] | [ 17 ] | [ 18 ] | [ 19 ] | [ 20 ] | [ 21 ] | [ 1 ]  |

## Religion
Wüstphül ist seit der Reformation evangelisch-lutherisch geprägt und bis heute nach St. Georg (Markt Nordheim) gepfarrt.